# Щедрівська колонія чайок
Щедрівська колонія чайок — колишня зоологічна пам'ятка природи на острові з прилеглими сплавами на Щедрівському водосховищі неподалік смт Летичів. Була оголошена рішенням Хмельницького Облвиконкому № 213 від 15.07.1982 року.

## Опис
На острові і сплавах проживає колонія чайки озерної майже 2 тис. штук.
Площа — 5 га.

## Скасування
Рішенням Хмельницького Облвиконкому № 225 від 15.10.1986 року пам'ятка була скасована.
Скасування статусу відбулось по причині розширення площі і створення на базі старого нового орнітологічного заказника «Щедрівський».